# FAHD2B
FAHD2B (англ. Fumarylacetoacetate hydrolase domain containing 2B) – білок, який кодується однойменним геном, розташованим у людей на 2-й хромосомі. Довжина поліпептидного ланцюга білка становить 314 амінокислот, а молекулярна маса — 34 613.
| 10         |  | 20         |  | 30         |  | 40         |  | 50         |
| ---------- |  | ---------- |  | ---------- |  | ---------- |  | ---------- |
| MLVSGRRRLL |  | TALLQAQKWP |  | FQPSRDMRLV |  | QFRAPHLVGP |  | HLGLETGNGG |
| GVINLNAFDP |  | TLPKTMTQFL |  | EQGEATLSVA |  | RRALAAQLPV |  | LPWSEVTFLA |
| PVTWPDKVVC |  | VGMNYVDHCK |  | EQNVPVPKEP |  | IIFSKFASSI |  | VGPYDEVVLP |
| PQSQEVDWEV |  | ELAVVIGKKG |  | KHIKATDAMA |  | HVAGFTVAHD |  | VSARDWLTRR |
| NGKQWLLGKT |  | FDTFCPLGPA |  | LVTKDSVADP |  | HNLKICCRVN |  | GEVVQSSNTN |
| QMVFKTEDLI |  | AWVSQFVTFY |  | PGDVILTGTP |  | PGVGVFRKPP |  | VFLKKGDEVQ |
| CEIEELGVII |  | NKVV       |  |            |  |            |  |            |

A: Аланін

C: Цистеїн

D: Аспарагінова кислота

E: Глутамінова кислота

F: Фенілаланін

G: Гліцин

H: Гістидин

I: Ізолейцин

K: Лізин

L: Лейцин

M: Метіонін

N: Аспарагін

P: Пролін

Q: Глутамін

R: Аргінін

S: Серин

T: Треонін

V: Валін

W: Триптофан

Кодований геном білок за функцією належить до гідролаз. 
Білок має сайт для зв'язування з іонами металів, іоном кальцію, іоном магнію. 